# Jörg Syrlin Starszy

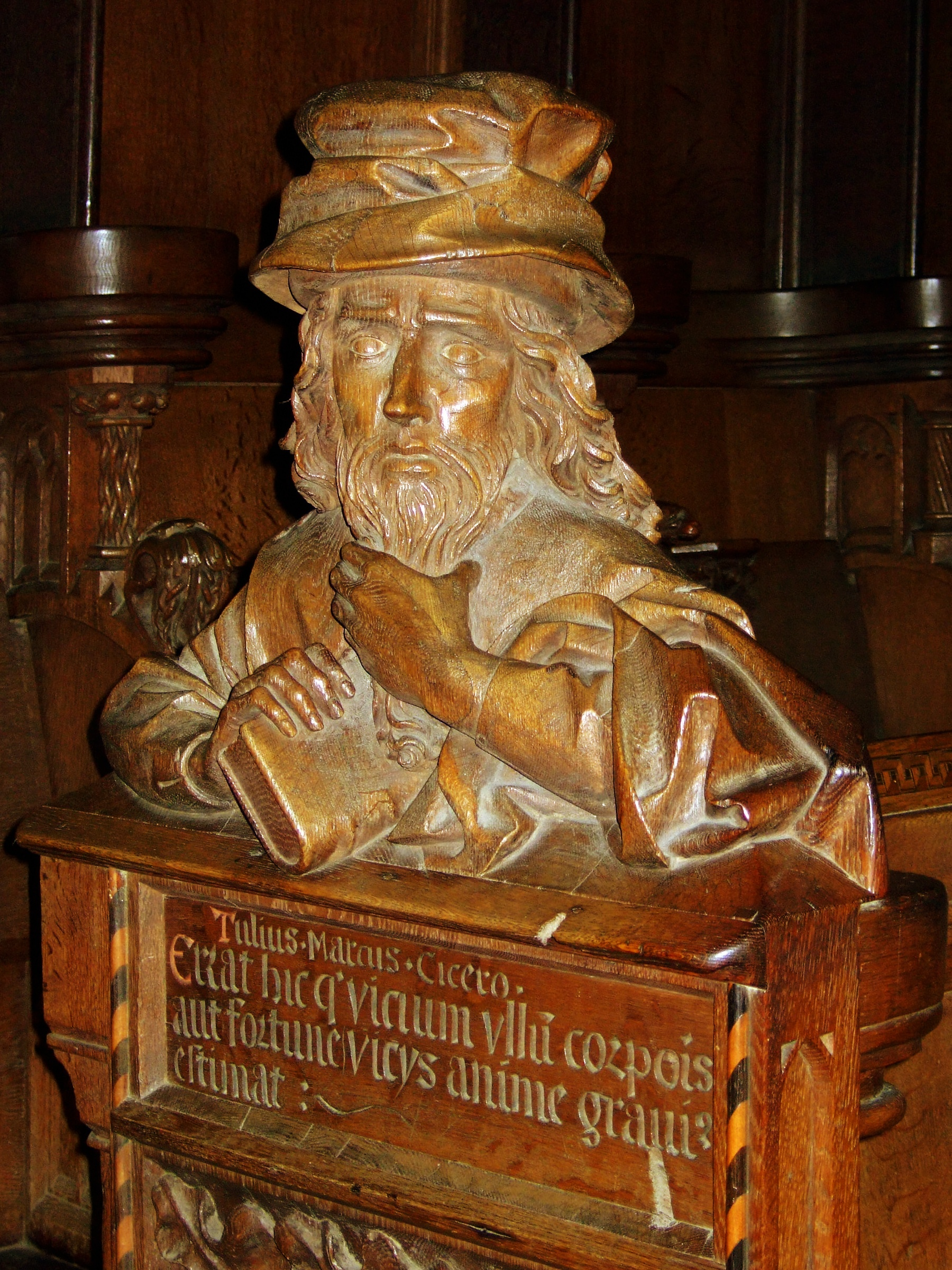
Portret Cycerona

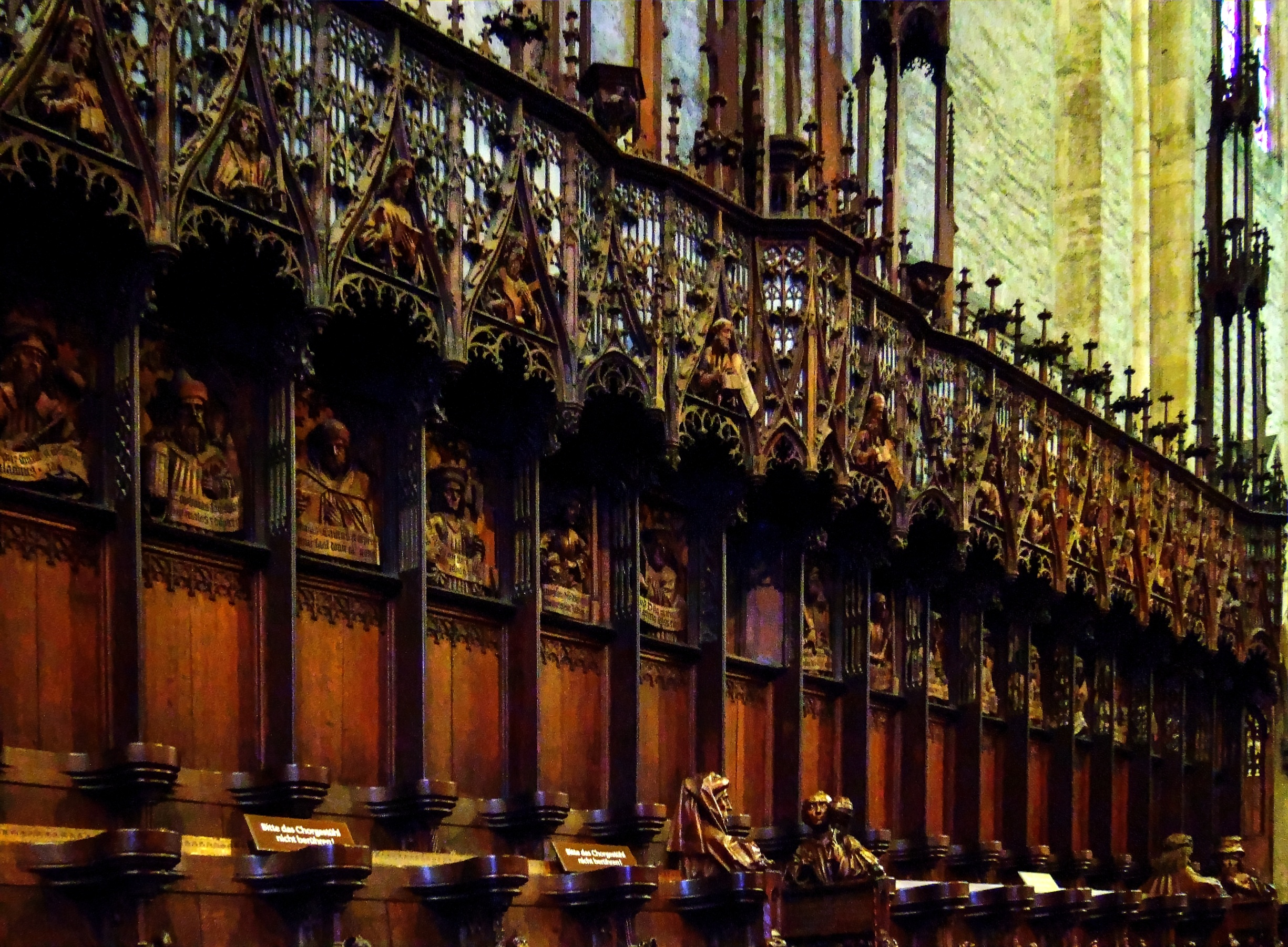
Widok na stalle katedry w Ulm

Jörg Syrlin Starszy (ur. ok. 1425 w Ulm; zm. 1491 tamże) – niemiecki stolarz, snycerz i rzeźbiarz doby późnego gotyku.

## Życiorys
Przedstawiciel tzw. szkoły ulmskiej, działającej w ostatniej tercji XV w., zajmującej się rzeźbą (gł. snycerstwo) oraz malarstwem tablicowym. Do tej szkoły należał m.in. syn artysty Jörg Syrlin Młodszy oraz Michel i Gregor Erhartowie. Jörg Syrlin Starszy prowadził w Ulm aktywny warsztat, gdzie od 1481 pracował również jego syn.
Od strony stylistycznej preferował późnogotycki realizm. Skupiał uwagę na twarzach postaci, na układzie draperii, nadając im ekspresyjną formę. Zapewne był zaznajomiony z dziełami rzeźby o mocnej sile wyrazu, dłuta m.in. działającego w Konstancji Heinricha Yselina, czy Mikołaja z Lejdy. Jeżeli chodzi o technikę, swoich rzeźb nie pokrywał polichromią, plastyczny całokształt tworzył na naturalnym materiale, eksponując tym przestrzenność i silny modelunek światłocieniowy.
Jego twórczość wiąże się z dziełami stanowiącymi wyposażenie katedry w Ulm. Nie zachował się do dziś ołtarz główny (zniszczony przez protestantów, 1531), którego wygląd znamy dzięki rysunkom artysty. Najważniejszym zachowanym do dziś dziełem są umieszczone w prezbiterium katedry stalle (wykonane w 1469–1474) o bogatej dekoracji architektoniczno-rzeźbiarskiej z przedstawieniami świętych, oraz popiersiami m.in. starożytnych uczonych – Pitagorasa, Arystotelesa, czy Cycerona. W zbiorach muzeum miejskiego w Ulm (niem. Ulmer Museum) zachował się pulpit do czytania Ewangelii z 1458, ozdobiony rzeźbionymi wizerunkami czterech Ewangelistów. Ponadto z innych dzieł artysty, w Wirtemberskim Muzeum Regionalnym (niem. Württembergisches Landesmuseum) w Stuttgarcie znajduje się statua Świętej Heleny.
Syrlin Starszy zaprojektował także fontannę przed ulmskim ratuszem (niem. Fischkasten-Brunnen).